# Connellsville (Pensilvania)
Connellsville es una ciudad ubicada en el condado de Fayette, en el estado estadounidense de Pensilvania. En el censo del año 2010 tenía una población de 7,637 habitantes. Su población estimada, a mediados de 2019, es de 7,290 habitantes.

## Geografía
Connellsville se encuentra ubicada en las coordenadas 40°0′58″N 79°35′24″O / 40.01611, -79.59000.

## Demografía
Según la Oficina del Censo en 2000 los ingresos medios por hogar en la localidad eran de $21,070 y los ingresos medios por familia eran $28,105. Los hombres tenían unos ingresos medios de $28,942 frente a los $23,016 para las mujeres. La renta per cápita para la localidad era de $14,165. Alrededor del 28.2% de la población estaba por debajo del umbral de pobreza.